# Leo-T-Zwerggalaxie
Die Leo-T-Zwerggalaxie, kurz auch Leo T, ist eine Zwerggalaxie im Sternbild des Löwen und wurde im Jahr 2006 nach Analyse der Daten der Durchmusterung des Sloan Digital Sky Survey entdeckt.
Die Galaxie liegt in einer Entfernung von etwa 420 kpc von unserem Sonnensystem entfernt und entfernt sich von diesem mit einer Geschwindigkeit von näherungsweise 35 km/s.
Auf die Milchstraße bezogen ergibt sich eine Radialgeschwindigkeit von −60 km/s, womit sich Leo T unserer Galaxis mit geringer Geschwindigkeit annähert.
Leo T wird als Übergangstyp (engl. transitional object, von daher auch das T im Namen) zwischen einer spheroidalen (dSph) und irregulären (dIrr) Zwerggalaxie klassifiziert. Der Halblichtradius der Galaxie liegt bei 180 pc.

## Eigenschaften

### Allgemein
Leo T gehört zu den kleinsten und lichtschwächsten Galaxien der Lokalen Gruppe. Die absolute Helligkeit von MV = −7,1 mag entspricht etwa dem 40.000-Fachen der Sonne (andere Quellen erwähnen auch MV = −8,0 mag).
Die Gesamtmasse der Zwerggalaxie ist mit 8 Millionen M☉ so hoch, dass es zum hohen Masse-Leuchtkraft-Verhältnis von etwa 140 kommt, ein Indiz für die Dominanz durch Dunkle Materie.

### Sternpopulation
Die Sternpopulation von Leo T besteht sowohl aus alten wie aus jungen Sternen.
Die älteren Sterne formten sich bereits etwa vor 12 Milliarden Jahren. Die Metallizität dieser Population fällt mit [Fe/H] ≈ −2.02 ± 0.54 sehr gering aus (andere Quellen nennen hier auch −1,5). Dies bedeutet, dass die Galaxie etwa 100-mal weniger an schweren Elementen als unsere Sonne enthält.
Die beobachteten alten Sterne sind entsprechend ihrem Alter hauptsächlich Rote Riesen, obwohl auch einige Sterne des Horizontalasts und des Roten Klumpens (engl. red clump) beobachtet werden konnten.
Nach einer längeren Unterbrechung setzte vor etwa 1 Milliarde Jahren erneut eine Sternentstehungsphase ein. Daraus resultierte die auch noch jetzt sichtbare Population der jungen blauen Sterne. Diese jüngere Population konzentriert sich mehr zum Zentrum der Galaxie und enthält lediglich etwa 10 % der stellaren Gesamtmasse der Zwerggalaxie. Zurzeit ist in Leo T keine nennenswerte Sternentstehung festzustellen.

### Zusammensetzung
Leo T besitzt eine signifikante Menge an neutralem Wasserstoffgas (HI) mit einer Masse von etwa 280.000 M☉, was dem Dreifachen der Sternenmasse in dieser Galaxie entspricht.
Das Gas enthält zwei Komponenten, einerseits kühles Gas im Zentrum der Zwerggalaxie mit einer Temperatur von näherungsweise 500 K, anderseits warmes Gas, gleichmäßig verteilt über die gesamte Galaxie, mit einer Temperatur von etwa 6.000 K.
Die Dichte ist jedoch im Mittel derzeit nicht groß genug für eine erneute Sternentstehungsphase, impliziert jedoch eine mögliche Sternentstehung in der Zukunft der Galaxie.

### Entstehung
Leo T formte sich wohl, als ein kleines Halo Dunkler Materie begann, Gas zu akkretieren, was dann später zur ersten Sterngeneration der jetzt älteren Sternpopulation führte.